# Urukagina
Urukagina (alternativament Uruinimgina o Irikagina) (en sumeri: 𒌷𒅗𒄀𒈾) va ser ensi de Lagash cap al 2355 aC, per pocs anys, fins a la conquesta de Lagash per Lugalzagesi d'Umma cap al 2350 aC
Es creu que fou un usurpador que va enderrocar a Lugalbanda assolint el títol reial dient que havia estat escollit per déu; va ser un legislador (el seu codi legal no es coneix més que per referències en altres documents però seria el primer codi legal de la historia) que va disminuir el poder econòmic-religiós de la monarquia i va alliberar els ciutadans dels deutes i altres servituds; va prohibir la diandra (una dona es casava amb dos homes) esmentant que l'antiga poliàndria, de la que la diàndria ("di" de "dos") era una resta, ja no podia acceptar-se; i es va proclamar defensor de vídues i orfes, amb reducció d'impostos. La ciutat havia de pagar els enterraments incloent el menjar ritual i la beguda de les libacions pel mort a l'inframón. Va ordenar als rics pagar amb plata quan compressin als pobres i si el pobre no volia vendre no estava obligat a fer-ho i el ric no el podia forçar.
El codi d'Urukagina és el primer exemple d'una reforma del govern buscant un alt nivell de llibertat i igualtat, limitant el poder dels sacerdots i els terratinents i latifundistes, prenent mesures contra la usura, el control del pes, la fam, els robatoris i contra el segrest de persones i la confiscació de propietats; les vídues i orfes no estarien més a la mercè dels poderosos.
Va iniciar un conflicte fronterer amb Uruk que durant el seu regnat va caure en mans de Lugalzagesi d'Umma que finalment també va annexionar Lagash i va establir el primer regne que abraçava tot Sumer que està ben documentat. La destrucció de Lagash fou descrita en un lament, possiblement el primer exemple registrat del que serà un prolífic gènere literari sumeri. Més tard Lugalzagesi serà derrotat per Sargon d'Accad.